# Tatynia
Tatynia (en allemand Hagen) est un village de Pologne, dans la Voïvodie de Poméranie occidentale, Powiat de Police, Gmina de Police.
Le village de Tatynia se trouve à neuf kilomètres de la vieille ville de Police et à 18 kilomètres de Szczecin, la capitale régionale.

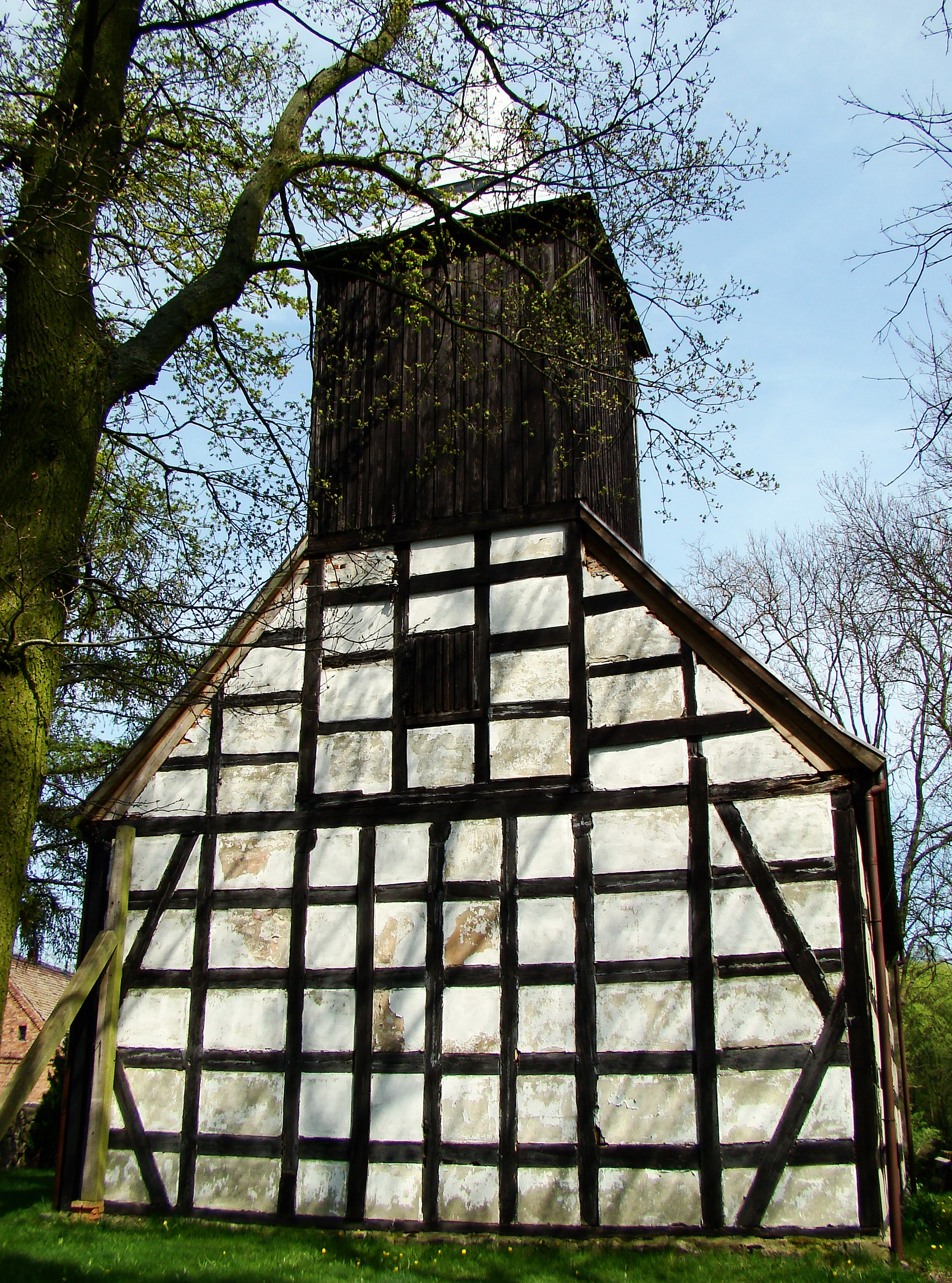
Église à Tatynia

- Église à Tatynia (XVIIe siècle)

## Histoire
Jusqu'en 1945, le village d'Hagen fait partie de l'arrondissement de Randow (de) puis de l'arrondissement d'Ueckermünde dans le district de Stettin de la province de Poméranie.

## Nature
- Fleuve: Gunica - Kayak-route: Węgornik - Tanowo - Tatynia - Police (Jasienica)
- Lande de Wkrzańska (pl)

## Villes importantes proches
- Police (Pologne)
- Szczecin
- Nowe Warpno